# Idhomene Kosturi

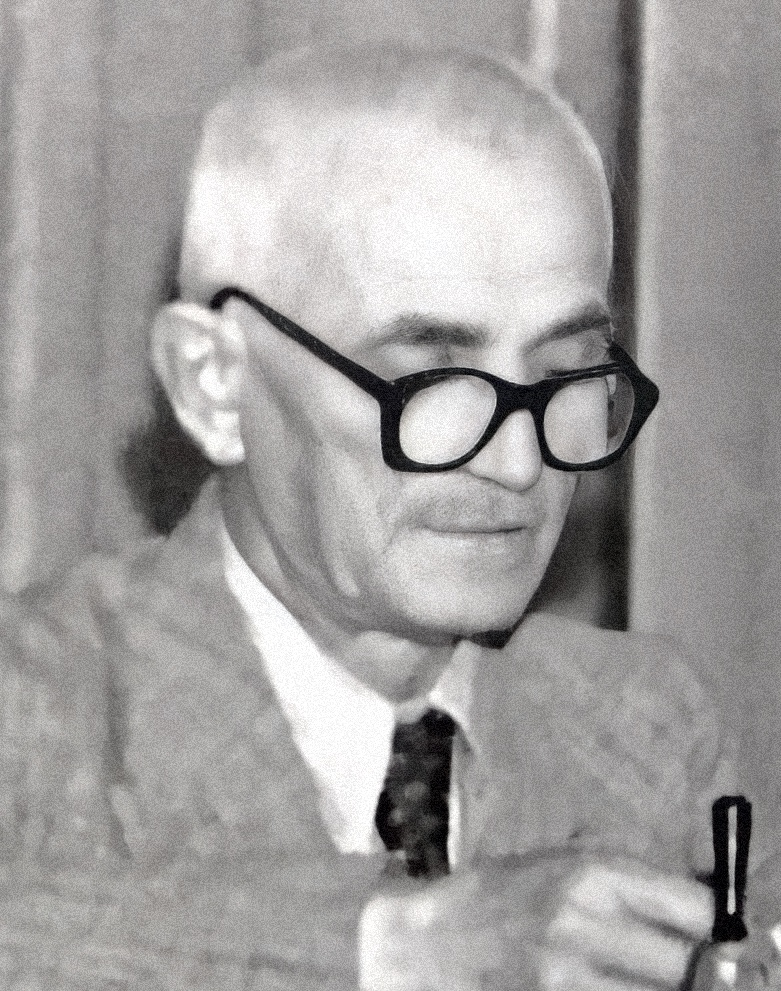
Idhomen Kosturi (Zwei Wochen vor dem Attentat 1943)

Idhomene Kosturi (* 15. Mai 1873 in Korça, damals Osmanisches Reich; † 5. November 1943 in Durrës) war ein albanischer Politiker, der unter anderem 1921 kurzzeitig kommissarischer Ministerpräsident war.

## Leben
Idhomene Kosturi war ein Sohn des Führers der Nationalbewegung Rilindja Jovan Kosturi und ein Bruder des ebenfalls in der Rilindja aktiven Spiro Kosturi. Er absolvierte ein Studium der Geschichte an der Boston University und engagierte sich in der von Orhan Pojani geleiteten Gesellschaft Dituria (Weisheit). Nach einem Besuch in Bukarest 1902 trat er für eine Verbesserung der Ausbildung an der Mësonjëtorja-Jungenschule in Korça ein. Er schloss sich neben Pandeli Evangjeli, Kristo Meksi, Vasil Zografi und Veli Këlcyra dem im November 1905 von Bajo Topulli in Monastir gegründeten Geheimen Komitee zur Befreiung Albaniens (Komiteti i fshehtë për lirinë e Shqipërisë) an, das für die Unabhängigkeit Albaniens vom Osmanischen Reich eintrat, und wurde Vizepräsident dieser Organisation. Des Weiteren setzte er sich nach dem Kongress von Elbasan (Kongresi i Elbasanit) im September 1909 für die Gründung der dortigen Normalschule (Shkolla Normale e Elbasanit) ein, aus der die heutige Universität Elbasan hervorging. Er war ein führender Vertreter der autokephalen orthodoxen Kirche von Albanien und während des Ersten Weltkrieges Führer einer Guerillagruppe (Çeta).
Nach Kriegsende war Kosturi als Kaufmann tätig und nahm 1919 am Kongress von Durrës (Kongresi i Durrësit) sowie 1920 am Kongress von Lushnja (Kongresi i Lushnjës) teil, auf dem er zum Minister für Post und Telegrafie des Fürstentums Albanien ernannt wurde. Während einer Verfassungskrise löste er am 12. Dezember 1921 den zurückgetretenen Hasan Bej Prishtina als Ministerpräsident ab und bekleidete dieses Amt kommissarisch bis zum 24. Dezember 1921, woraufhin Xhafer Ypi seine Nachfolge antrat. Es handelte sich dabei um ein „technisches Kabinett“, wobei Kosturi auf die Ernennung neuer Minister verzichtete. Während der Revolution der Junibewegung (Lëvizja e qershorit) gehörte er zu den Unterstützern von Fan Noli und fungierte in dessen Regierung zwischen dem 16. Juni und dem 23. Dezember 1924 als Vize-Ministerpräsident. Nach der Niederschlagung der Revolution und dem Beginn des zunehmenden Machteinflusses von Ministerpräsident Ahmet Zogu begab er sich ins Exil und schloss sich dem von Noli am 25. März 1925 in Wien gegründeten Revolutionären Nationalkomitee KONARE (Komiteti Nacional Revolucionar) an.
Im Oktober 1943 kehrte Idhomene Kosturi nach Albanien zurück und wurde Mitglied sowie als Nachfolger von Lef Nosi Präsident der Verfassunggebenden Nationalversammlung (Asamblesë Kombëtare). Am 5. November 1943 wurde er vor seinem Haus in Durrës erschossen, woraufhin Mihal Zallari neuer Parlamentspräsident wurde.